# Tetradekanol
Tetradekanol, též myristylalkohol nebo tetradecylalkohol je organická sloučenina ze skupiny mastných alkoholů.

## Název
Tetradekanol má název podle alkanu tetradekanu, od něhož je odvozen, název tetradecylalkohol vznikl podle názvu radikálu odvozeného od tohoto uhlovodíku. Triviální název myristylalkohol vznikl podle kyseliny myristové (systematicky tetradekanové), karboxylové kyseliny, která vzniká jeho oxidací.

## Výskyt
Tak jako ostatní mastné alkoholy je také tetradekanol ve formě esterů s mastnými kyselinami přítomen ve voscích.

## Výroba
Tetradekanol se vyrábí redukcí kyseliny myristové nebo některých jejich esterů hydridem lithno-hlinitým nebo sodíkem.

## Použití
Tetradekanol se podobně jako ostatní mastné alkoholy používá jako přísada v kosmetice pro své uklidňující účinky.
Také se používá jako meziprodukt při výrobě jiných sloučenin.